# Луанпрабан
Луанпрабан е град в Северен Лаос, край река Меконг. В него се намира резиденцията на краля от 1707 г.
Население – около 50 000 души. Има аерогара, пристанище и архитектурни паметници. Развити занаяти.

## Побратимени градове
- Баган, Мианмар